# Армавир (городской округ)
Город Армавир — муниципальное образование со статусом городского округа и административно-территориальная единица со статусом, соответствующим категории города краевого подчинения в составе Краснодарского края России.
Административный центр — город Армавир.
Город Армавир (город краевого подчинения) как объект административно-территориального устройства Краснодарского края в границах соответствующего муниципального образования состоит из следующих административно-территориальных единиц: город Армавир и подчиненные ему 3 сельских округа, включающих 11 сельских населённых пунктов.

## География
Территория муниципального образования город Армавир (города краевого подчинения) расположена в юго-восточной части Краснодарского края на левом и правом берегах реки Кубань при впадении в неё левого притока реки Уруп.
Граничит с землями муниципальных районов — Успенский район на востоке и Новокубанский район на юге, западе и севере.
Общая площадь муниципального образования составляет 280 км².

## История
В 1966 году Новокубанский район Краснодарского края передал городу Армавиру (в подчинение Армавирскому горсовету) населенный пункт Старая Станица, а 20 февраля 1974 года от Новокубанского горсовета городу Армавиру был передан хутор Красная Поляна (левобережная его часть).
15 августа 1985 года в городе Армавире были образованы 2 городских района: Кировский (93976 жителей) и Пролетарский (67007 жителей, 1989 год). В 1990-е годы они были упразднены.
В результате реформы местного самоуправления в 2005 году, на территории города краевого подчинения Армавира с подчинёнными ему населённым пунктами, было образовано муниципальное образование город Армавир.

## Население
| 2002     | 2010     | 2011     | 2012     | 2013     | 2014     | 2015     |
| -------- | -------- | -------- | -------- | -------- | -------- | -------- |
| 211 824  | ↘208 103 | ↗208 203 | ↗209 240 | ↗210 243 | ↗210 505 | ↘210 250 |
| 2016     | 2017     | 2018     | 2019     | 2020     | 2021     | 2023     |
| ↘209 616 | ↘209 405 | ↘209 249 | ↘208 816 | ↘207 570 | ↘206 809 | ↘203 668 |
| 2024     | 2025     |          |          |          |          |          |
| ↗203 911 | ↗204 984 |          |          |          |          |          |

Национальный состав
По данным Всероссийской переписи населения 2010 года:
| Народ                     | Численность, чел. | Доля от всего населения, % |
| ------------------------- | ----------------- | -------------------------- |
| русские                   | 177 268           | 85,18 %                    |
| армяне                    | 19 344            | 9,30 %                     |
| украинцы                  | 2 614             | 1,26 %                     |
| черкесы                   | 1 181             | 0,57 %                     |
| белорусы                  | 566               | 0,27 %                     |
| цыгане                    | 554               | 0,27 %                     |
| татары                    | 391               | 0,19 %                     |
| немцы                     | 366               | 0,17 %                     |
| грузины                   | 340               | 0,16 %                     |
| другие                    | 2 776             | 1,33 %                     |
| не указана национальность | 2 703             | 1,30 %                     |
| всего                     | 208 103           | 100,0 %                    |

По итогам переписи населения 2020 года проживали следующие национальности (национальности менее 0,1 % и другое см. в сноске к строке «Другие»):
| Национальность | Численность, чел. | Доля     |
| -------------- | ----------------- | -------- |
| Русские        | 178 079           | 86,11 %  |
| Армяне         | 10 119            | 4,89 %   |
| Украинцы       | 705               | 0,34 %   |
| Черкесы        | 581               | 0,28 %   |
| Другие         | 17 325            | 8,38 %   |
| Итого          | 206 809           | 100,00 % |

## Населённые пункты
Городской округ и город краевого подчинения включают 13 населённых пунктов:
| №  | Населённый пункт                                   | Тип населённого пункта | Население | Административно- территориальная единица |
| -- | -------------------------------------------------- | ---------------------- | --------- | ---------------------------------------- |
| 1  | Армавир                                            | город                  | ↗185 356  | город Армавир                            |
| 2  | Заветный                                           | посёлок                | ↗5996     | Заветный сельский округ                  |
| 3  | Зуево                                              | хутор                  | ↗64       | Заветный сельский округ                  |
| 4  | Красин                                             | хутор                  | ↗131      | Заветный сельский округ                  |
| 5  | Красная Поляна                                     | хутор                  | ↘3254     | Приреченский сельский округ              |
| 6  | Маяк                                               | посёлок                | ↗220      | Приреченский сельский округ              |
| 7  | Первомайский                                       | хутор                  | ↗539      | Заветный сельский округ                  |
| 8  | Старая Станица                                     | станица                | ↘6449     | Старостаничный сельский округ            |
| 9  | Учебный                                            | посёлок                |           | Приреченский сельский округ              |
| 10 | Посёлок центральной усадьбы опытной станции ВНИИМК | посёлок                | ↘404      | Приреченский сельский округ              |
| 11 | Посёлок центральной усадьбы совхоза «Восток»       | посёлок                | ↗966      | Приреченский сельский округ              |
| 12 | Посёлок центральной усадьбы совхоза «Юбилейный»    | посёлок                | ↗643      | Приреченский сельский округ              |
| 13 | Южный                                              | посёлок                | ↗586      | Приреченский сельский округ              |

Город Армавир как объект административно-территориального устройства Краснодарского края, состоит из следующих административно-территориальных единиц: 1 города (краевого подчинения) Армавир и 3 сельских округов, включающих 12 сельских населённых пунктов.
Распоряжением правительства РФ № 2208-р от 13.10.2018 г. присвоено наименование Учебный вновь образованному посёлку.

## Армавирская агломерация
Считается, что Армавир является центром агломерации, которая помимо собственно Армавира включает в себя ещё семь муниципальных районов: Новокубанский, Успенский, Отрадненский, Гулькевичский, Лабинский, Курганинский, Мостовский. Общая численность населения агломерации в указанных границах составляет около 0,76 миллиона жителей, средняя плотность населения в агломерации низкая, менее 54 чел. на км², что значительно ниже средней плотности населения по Краснодарскому краю (75 чел. на км²).
| Муниципальное образование         | население (2025) | площадь км² |
| --------------------------------- | ---------------- | ----------- |
| городской округ Армавир           | ↗204 984         | 279,20      |
| Новокубанский муниципальный район | ↘81 734          | 1 822,37    |
| Успенский муниципальный район     | ↘38 426          | 1 129,98    |
| Отрадненский муниципальный район  | ↘62 456          | 2 453,09    |
| Гулькевичский муниципальный район | ↘96 283          | 1 394,47    |
| Лабинский муниципальный район     | ↘88 392          | 1 870,66    |
| Курганинский муниципальный район  | ↘98 231          | 1 538,85    |
| Мостовский муниципальный район    | ↘67 846          | 3 699,01    |
| ВСЕГО                             | 738 352          | 14 187,63   |

## Климатические условия
- Климат: умеренно континентальный
- Ветры: юго-восточные и восточные.
- Среднегодовая скорость ветра 4.9 м/сек.
- Осадки: среднегодовое количество осадков 500—550 мм.
- Температура: среднегодовая температура +10 °C, самого холодного месяца января — 2,5 °C, а самого тёплого июля +23 °C.

## Военные объекты
- Около Армавира действует РЛС «Воронеж-ДМ».
- В Армавире базируется часть РТВ.
- 15-й ОСН ВВ МВД «Вятич»